# Janusz Kaniewski

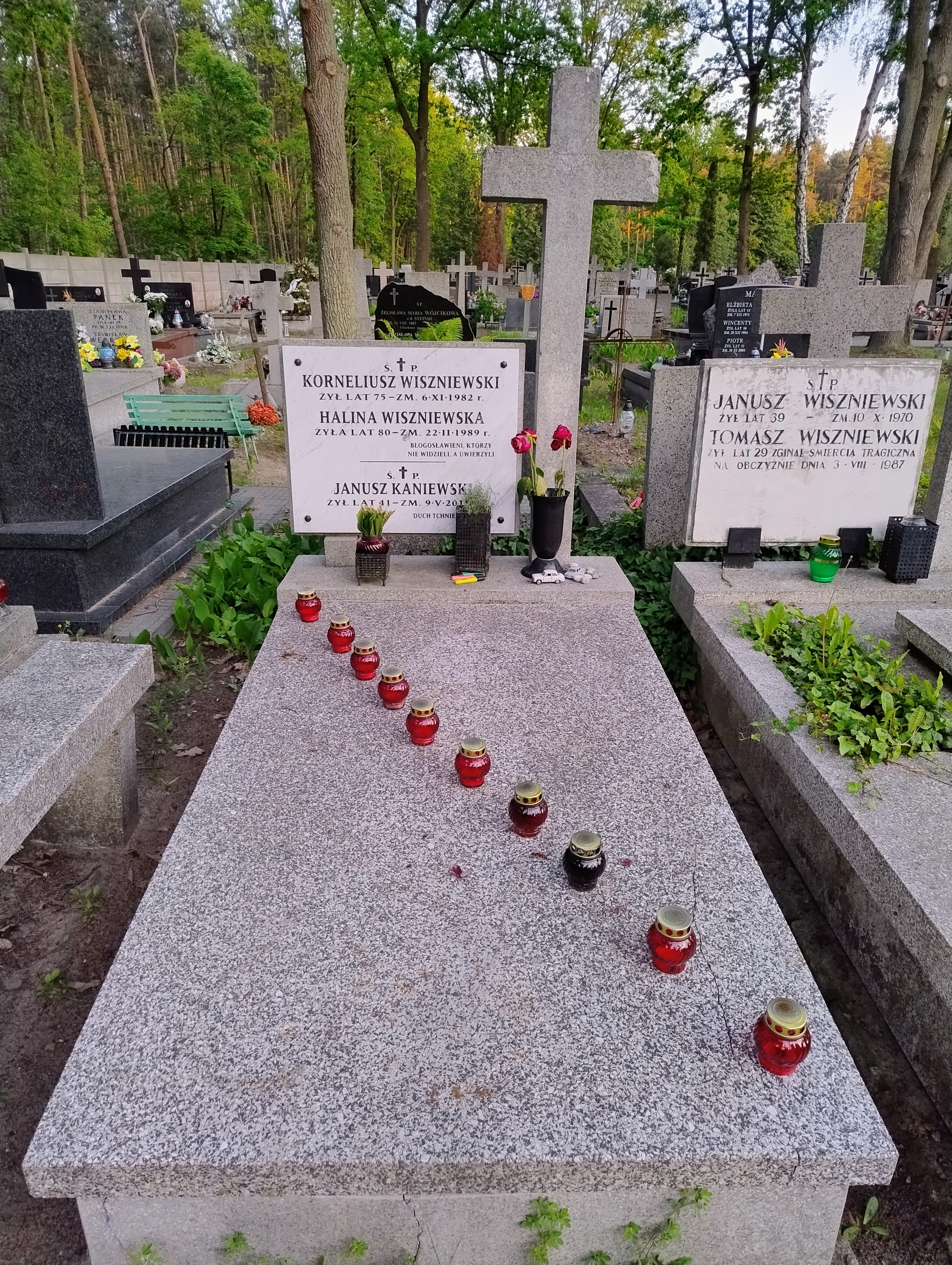
Grób Janusza Kaniewskiego

Janusz Kaniewski (ur. 30 marca 1974 w Warszawie, zm. 9 maja 2015) – polski projektant.

## Życiorys
W 2000 ukończył wydział projektowania środków transportu w Istituto Europeo di Design w Turynie. W latach 1999–2001 pracował w studiu Pininfarina w Cambiano, z którym później współpracował. Od 2003, niezależnie od Pininfariny projektował dla Ferrari. Współprojektował samochody Ferrari California, Ferrari 458 Italia, Lancia Delta, Alfa Romeo MiTo, Alfa Romeo Giulietta, Citroën C4 Picasso, Suzuki Kizashi oraz wnętrze Ferrari 488 GTB (następcy Ferrari 458 Italia).

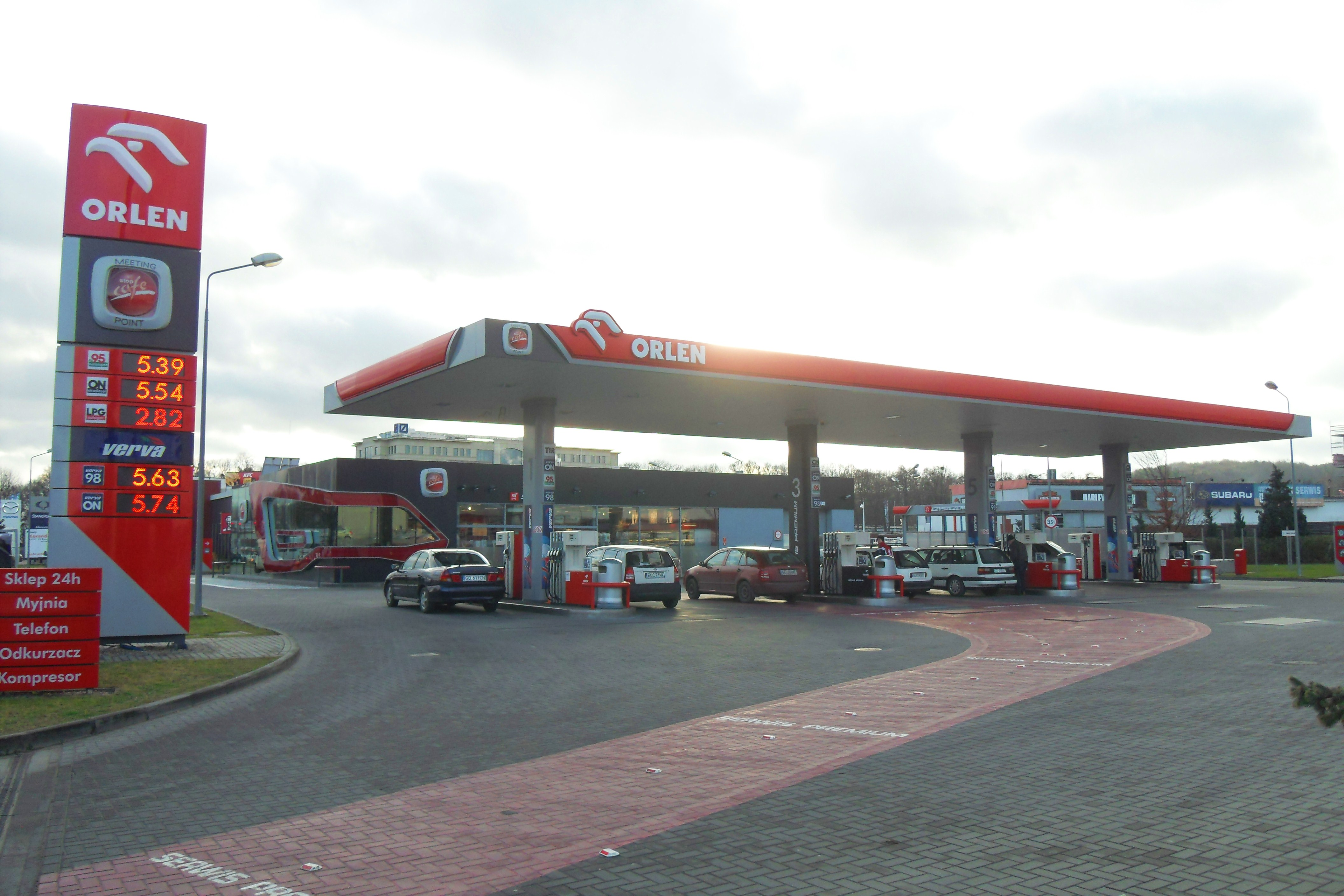
Stacja Benzynowa Roku 2012, al. Grunwaldzka 258 w Gdańsku

Jest współautorem aktualnego logo koncernu Fiat, opakowań papierosów Marlboro GOLD EDGE, autorem gamy butów narciarskich Lange, w tym modelu, w którym Hermann Maier zdobył w 2001 Puchar Świata, oraz nazwy i loga kompleksu Monopolis. Studio projektowe Kaniewski Design, którego był założycielem, zaprojektowało między innym Stację Benzynową Roku 2012 – al. Grunwaldzka 258 w Gdańsku, szklankę piwa Żywiec, fotele kolejowe do wielu linii europejskich, trzy pojazdy ekspozycyjne producenta ceramiki Koło, ciężarówkę z sześćdziesięciometrowym apartamentem i garażem na trzy Ferrari dla klienta indywidualnego, kampera dla Adama Małysza, instrument muzyczny DDrome, logo głównego sponsora Łódź Design Festival – Ceramiki Paradyż, plakat festiwalu Camerimage 2013.
Był doradcą prezydenta Gdyni, kuratorem i współorganizatorem festiwalu Gdynia Design Days 2012 (rekord frekwencji – ponad dziewięćdziesiąt tysięcy odwiedzających). Pierwszy nie-architekt członek Stowarzyszenia Architektów RP, członek Rady Programowej magazynu SARP – ARCH.
W 2013 opublikowano nakładem wydawnictwa Bosz książkę pt. Janusz Kaniewski: Design. Juror konkursu architektonicznego na toaletę publiczną Koło oraz konkursu Arena Design Międzynarodowych Targów Poznańskich. Projektował sieć stacji benzynowych Pit Stop na Ukrainie; współpracował z samorządem m.st. Warszawy. W 2013 założył studio projektowe Janusz Kaniewski Design w Warszawie.
2011 zajął drugie miejsce w rankingu najbardziej innowacyjnych przedsiębiorców w Polsce (Forbes); 2011 w pięćdziesiątce najbardziej kreatywnych ludzi w Polsce (Brief); 2008 Nagroda za całokształt działalności (Machina Design); 2003 Wyróżnienie Burmistrza miasta Osaka (Japonia); 2001 Wyróżnienie Motor Trend (USA);
1999 Grand Prix, Come ti Vorrei/Quattroruote (Włochy); 1993 Award of Excellence, CorelDraw Design Contest (Kanada).
Zmarł 9 maja 2015 w Sulejówku, miał 41 lat. Studio projektowe, które założył, kontynuowały działalność w Warszawie, rozwijane przez jego żonę Alicję Kaniewską.
Pochowany na Cmentarzu w Marysinie Wawerskim.